# Mitsubishi Heavy Industries Football Club 1976
Questa voce raccoglie le informazioni riguardanti il Mitsubishi Heavy Industries nelle competizioni ufficiali della stagione 1976.

## Stagioni
Per il terzo anno consecutivo il Mitsubishi Heavy Industries, presentatosi con alcuni nuovi innesti e con Kenzō Yokoyama alla guida tecnica, ottenne il secondo posto in campionato, con quattro punti di ritardo sul Furukawa Electric. A inizio stagione la squadra aveva inoltre avuto modo di esordire nella neocostituita Japan Soccer League Cup, dove fi eliminata in semifinale dall'Eidai Kogyo, mentre al termine della stagione fu eliminata ai quarti di finale di Coppa dell'Imperatore.

## Maglie e sponsor
| Manica sinistra · Maglietta · Manica destra · Pantaloncini · Calzettoni | Manica sinistra · Maglietta · Manica destra · Pantaloncini · Calzettoni |  |

## Rosa
| N. |                     | Ruolo | Calciatore          |
| -- | ------------------- | ----- | ------------------- |
| 1  | Giappone (bandiera) | P     | Mitsuhisa Taguchi   |
| 2  | Giappone (bandiera) | D     | Kuniya Daini        |
| 3  | Giappone (bandiera) | D     | Kazuo Saitō         |
| 4  | Giappone (bandiera) | D     | Eiichi Otani        |
| 5  | Giappone (bandiera) | C     | Hiroshi Ochiai      |
| 6  | Giappone (bandiera) | D     | Takaji Mori         |
| 11 | Giappone (bandiera) | C     | Mitsunori Fujiguchi |
| 12 | Giappone (bandiera) | A     | Yoshikazu Nakanishi |
| 13 | Giappone (bandiera) | D     | Hisao Suzuki        |
| 14 | Giappone (bandiera) | C     | Masatoshi Matsunaga |

| N. |                     | Ruolo | Calciatore      |
| -- | ------------------- | ----- | --------------- |
| 15 | Giappone (bandiera) | D     | Minoru Seishi   |
| 22 | Giappone (bandiera) | P     | Kenzō Yokoyama  |
|    | Giappone (bandiera) | D     | Yuzuru Oguro    |
|    | Giappone (bandiera) | C     | Mitsuo Katō     |
|    | Giappone (bandiera) | C     | Michio Ashikaga |
|    | Giappone (bandiera) | C     | Ichirō Hosotani |
|    | Giappone (bandiera) | A     | Hisao Sekiguchi |
|    | Giappone (bandiera) | A     | Kazumi Takada   |
|    | Giappone (bandiera) | A     | Ikuo Takahara   |

## Statistiche

### Statistiche di squadra
| Competizione          | Punti | Totale | Totale | Totale | Totale | Totale | Totale | DR  |
| Competizione          | Punti | G      | V      | N      | P      | Gf     | Gs     | DR  |
| --------------------- | ----- | ------ | ------ | ------ | ------ | ------ | ------ | --- |
| Japan Soccer League   | 22    | 18     | 9      | 4      | 5      | 28     | 16     | +12 |
| JSL Cup               | -     | 6      | 4      | 1      | 1      | 10     | 3      | +7  |
| Coppa dell'Imperatore | -     | 2      | 1      | 0      | 1      | 1      | 2      | -1  |
| Totale                |       | 26     | 14     | 5      | 7      | 39     | 21     | +18 |